# 兰迪·巴恩斯
兰迪·巴恩斯（英語：Randy Barnes，1966年6月16日—），美国男子田径运动员。他曾代表美国参加1988年和1996年夏季奥林匹克运动会田径比赛，共获得一枚金牌和一枚银牌。